# Opel Rekord
Der Opel Rekord war eine erfolgreiche Pkw-Modellreihe der damals zum US-amerikanischen Automobilkonzern General Motors (GM) gehörenden Automobilmarke Opel. Die Fahrzeuge der (oberen) Mittelklasse wurden von Frühjahr 1953 (zunächst unter dem Namen Olympia Rekord) bis Mitte 1986 in acht Generationen in Deutschland produziert und insgesamt rund zehn Millionen Mal verkauft.
Abgelöst wurde der Rekord durch das Modell Omega, der von Spätsommer 1986 bis Mitte 2003 in zwei Generationen produziert wurde.

## Modellgeschichte

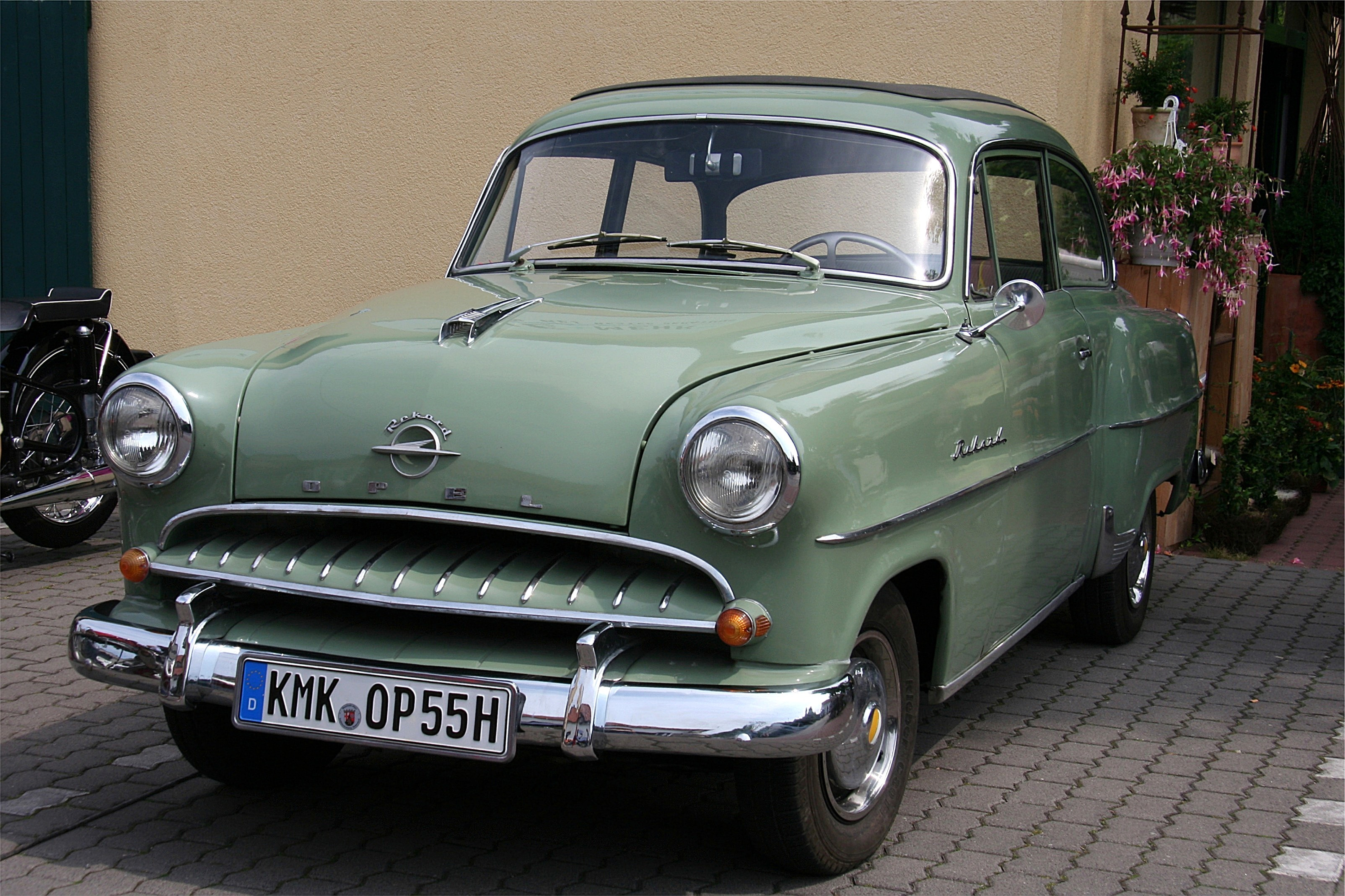
Opel Olympia Rekord (1953–1957)
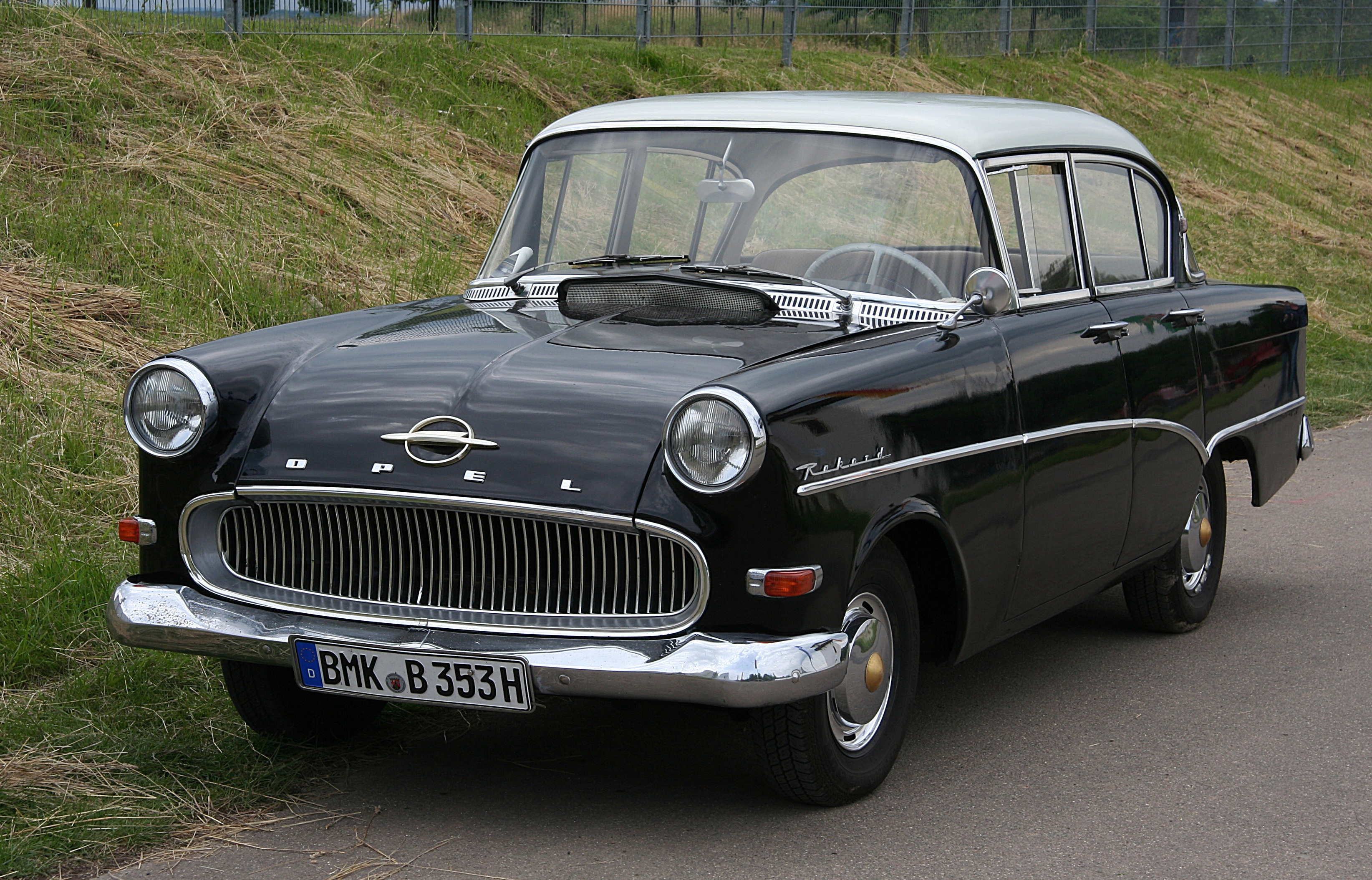
Opel Rekord P1 (1957–1960)
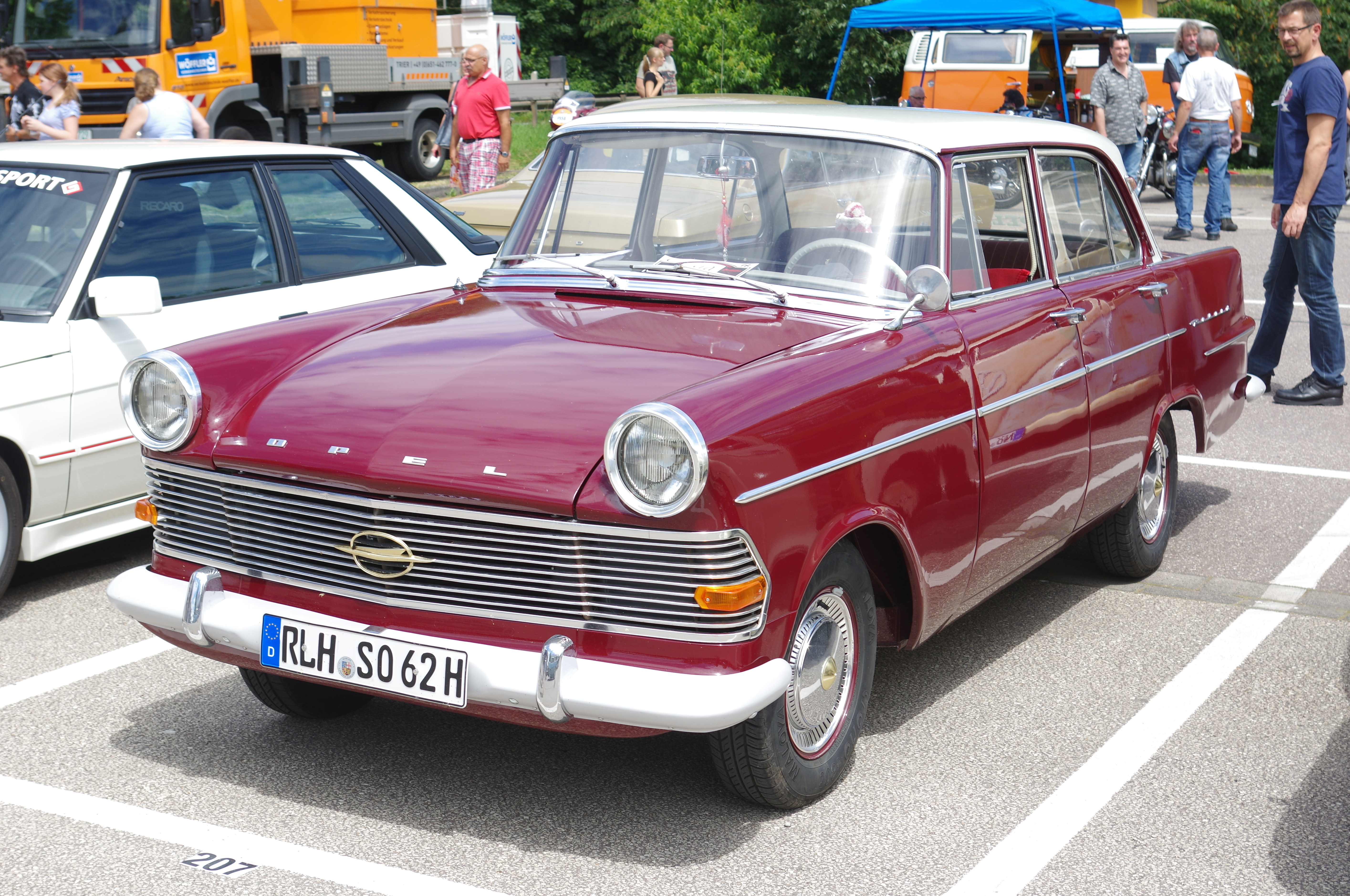
Opel Rekord P2 (1960–1963)
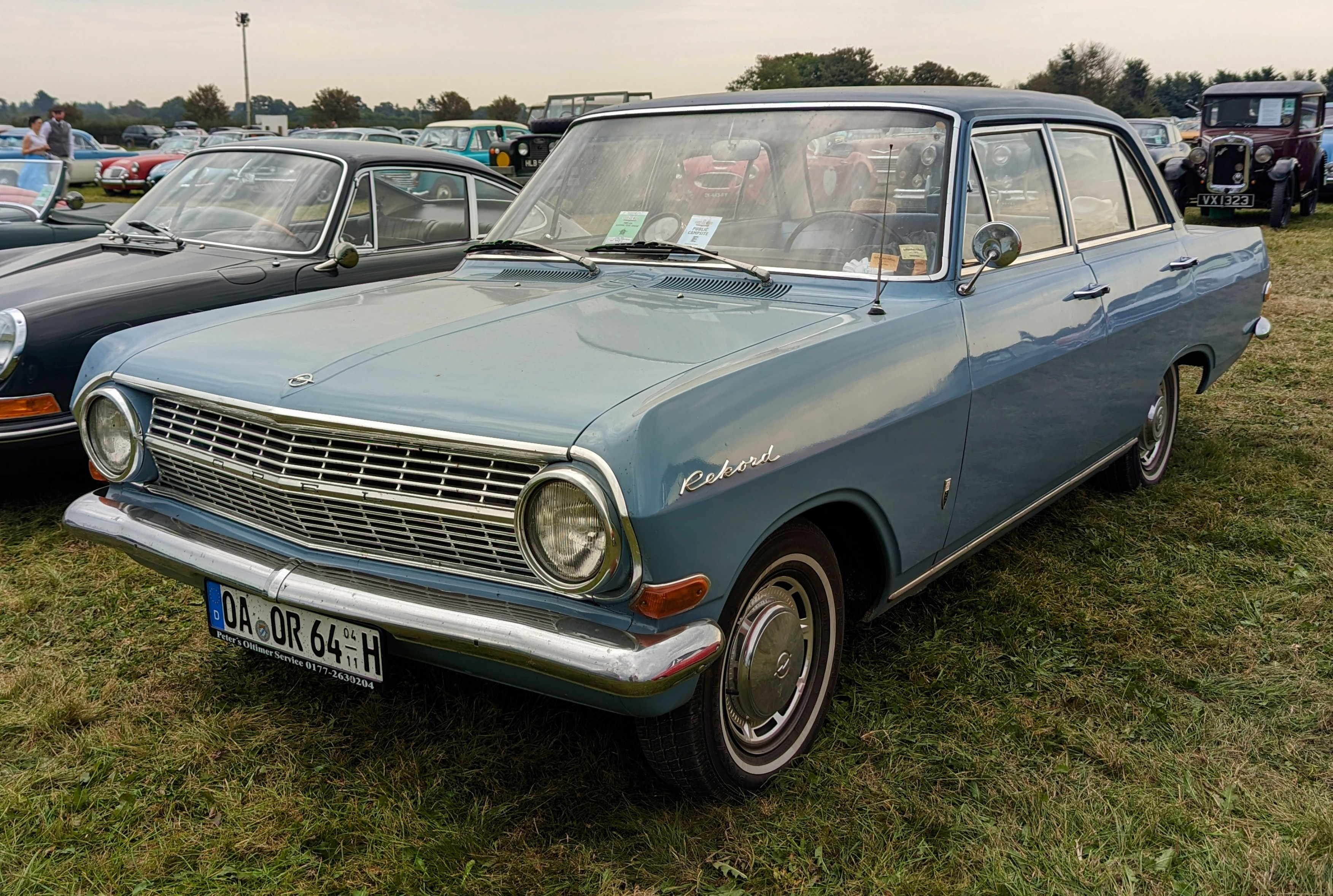
Opel Rekord A (1963–1965)
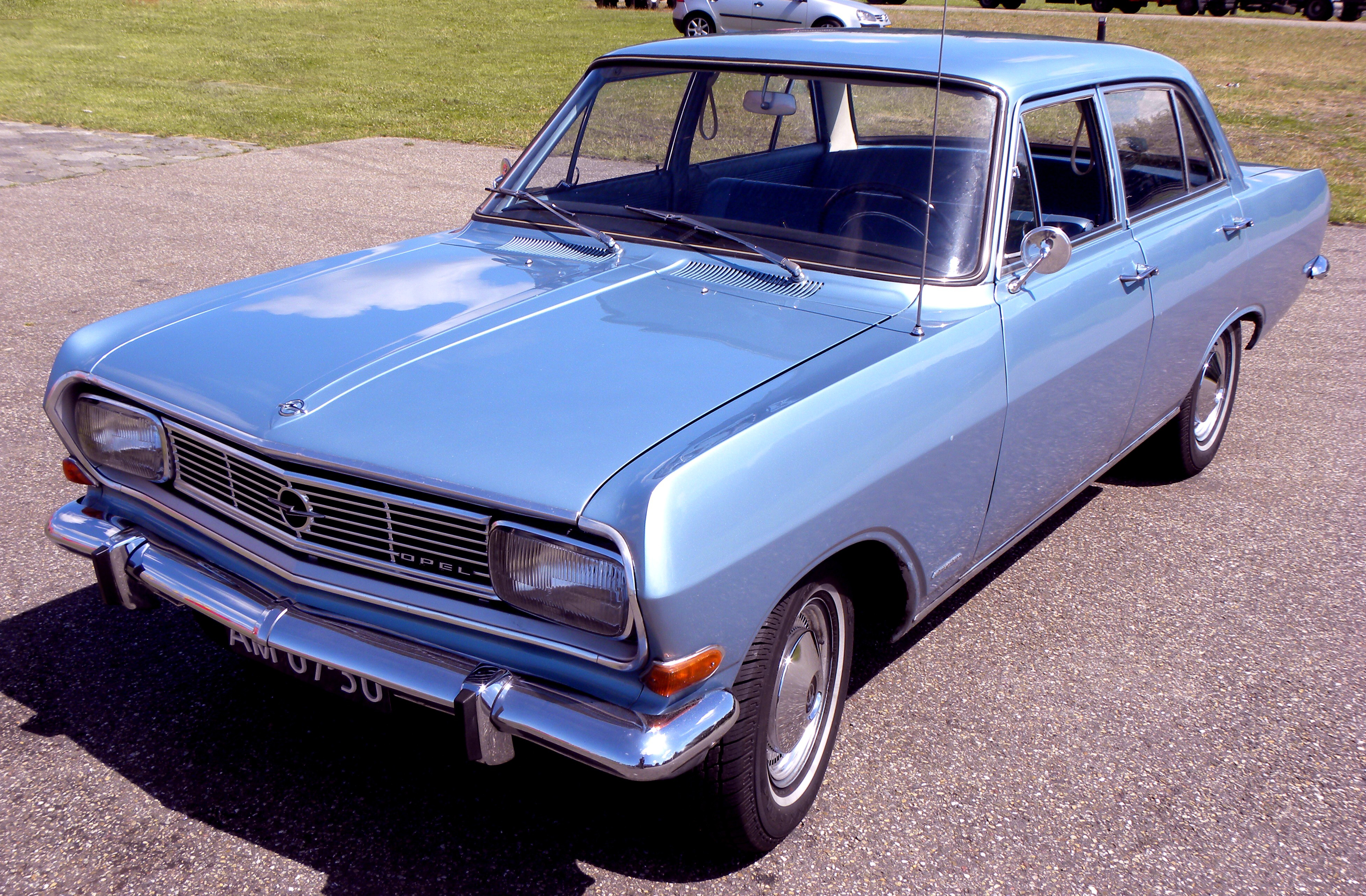
Opel Rekord B (1965–1966)
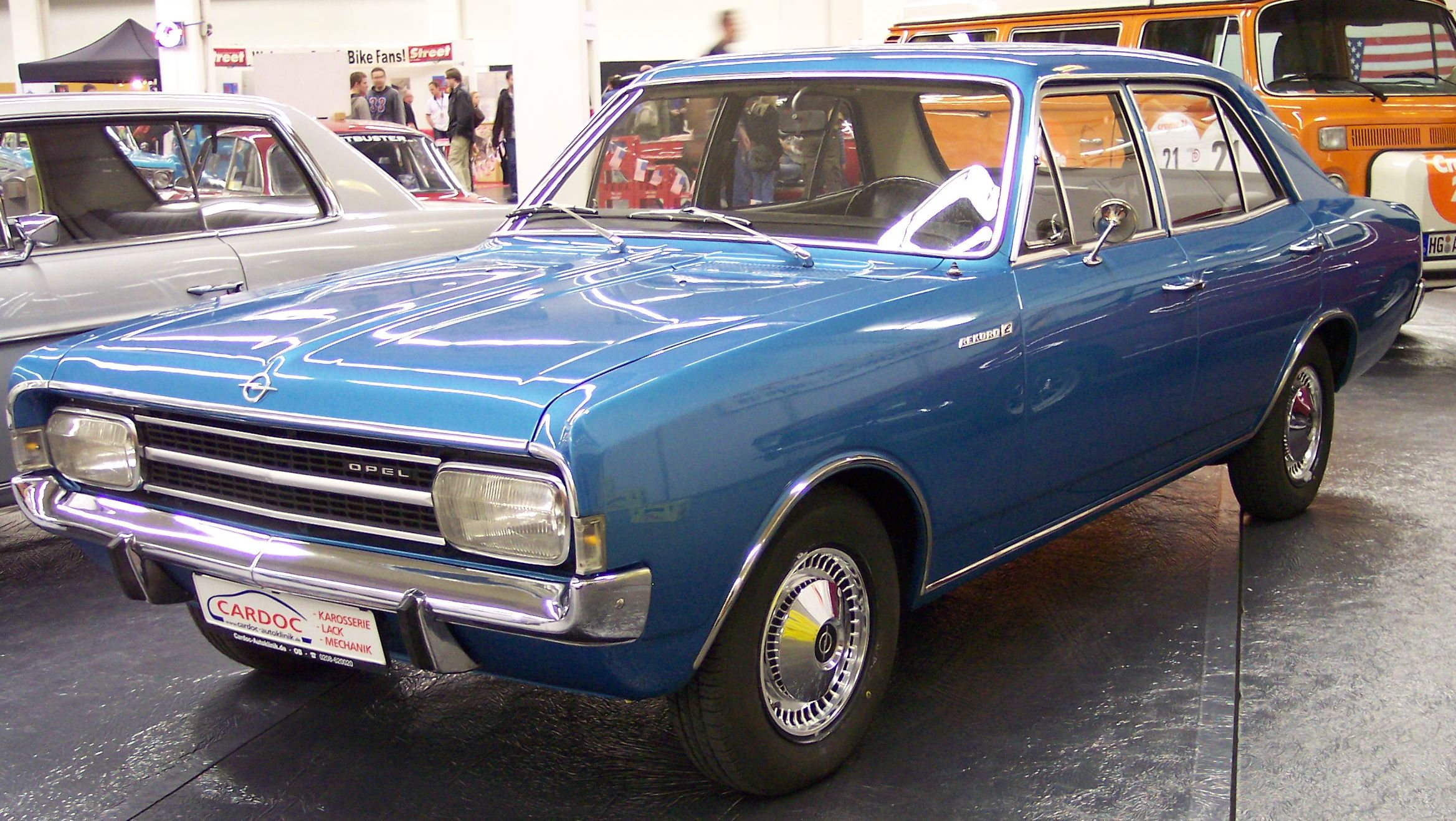
Opel Rekord C (1966–1972)
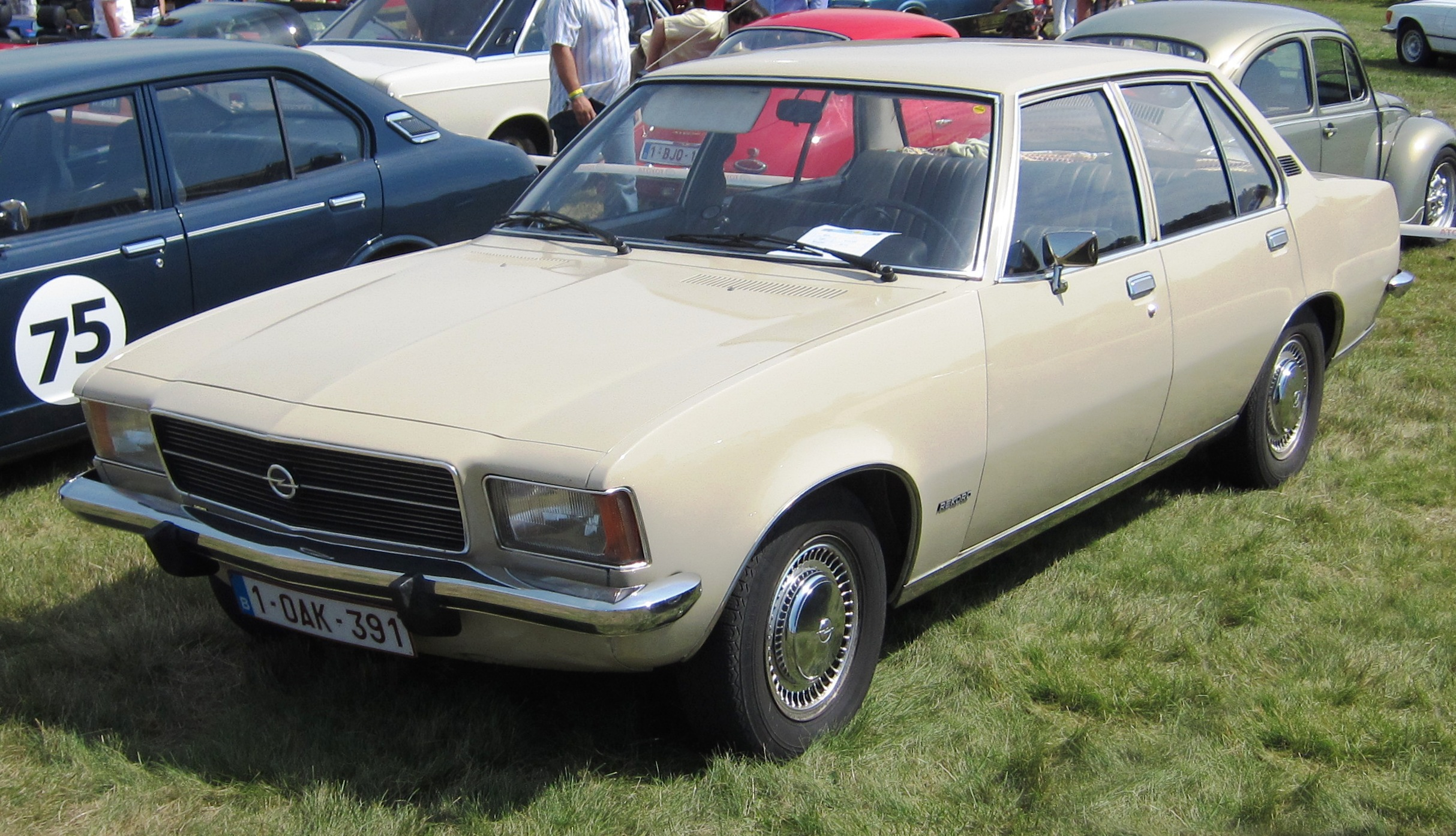
Opel Rekord D (1971–1977)
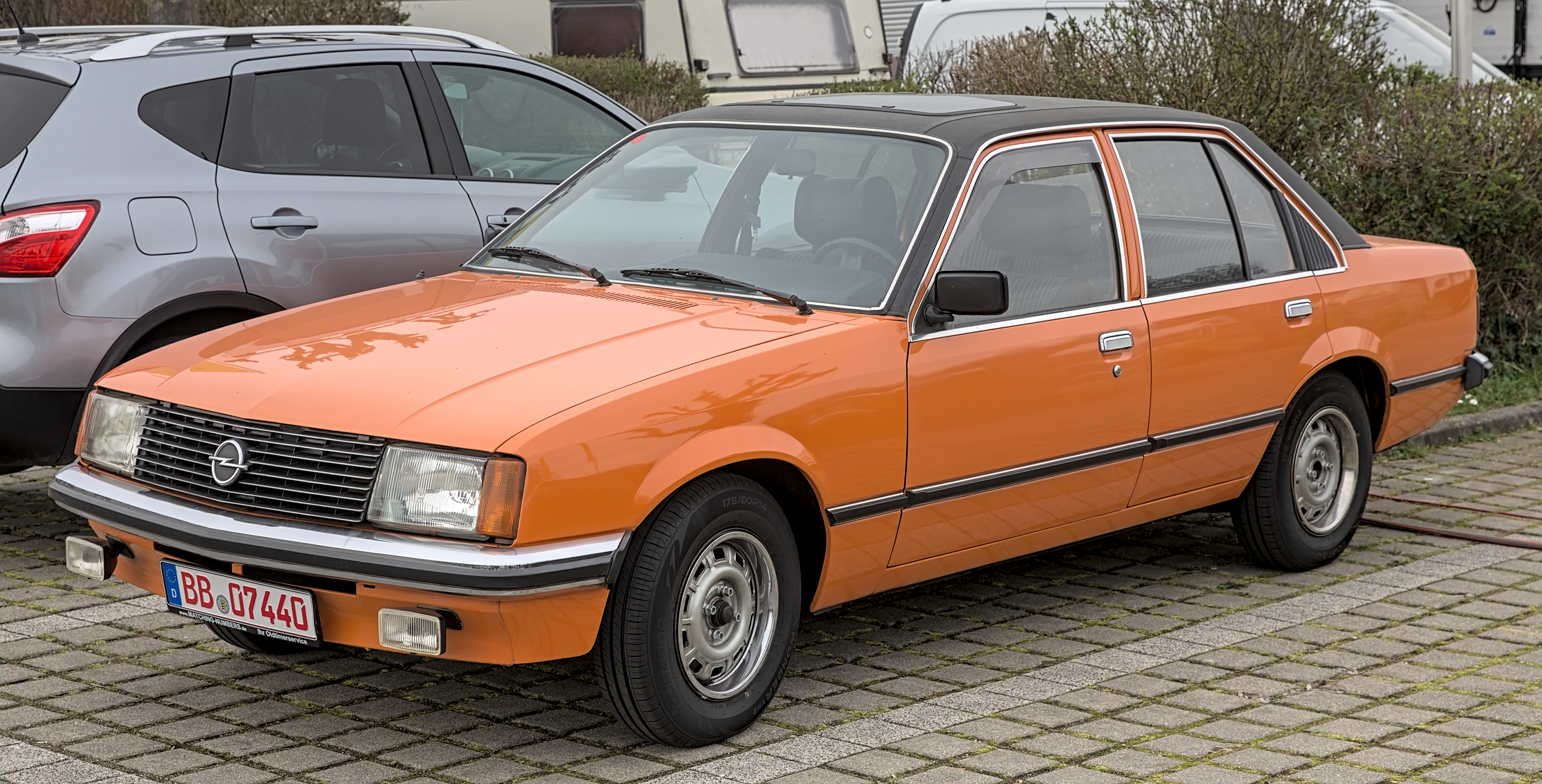
Opel Rekord E1 (1977–1982)
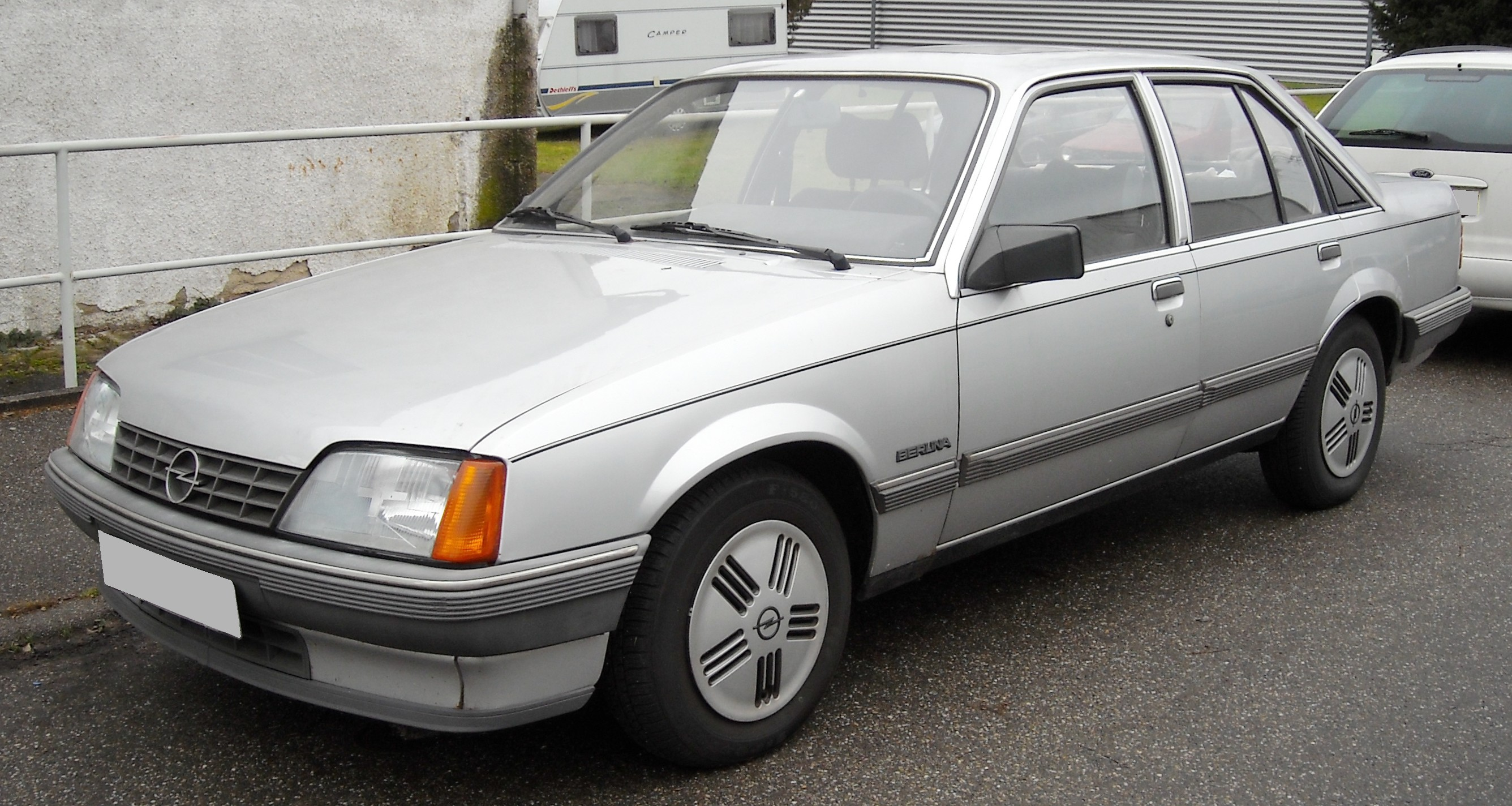
Opel Rekord E2 (1982–1986)